# 원숭이와 본질
원숭이와 본질(Ape and Essence, 1948)은 올더스 헉슬리의 소설로 영국의 Chatto & Windus 와 미국의 Harper & Brothers 에서 출판되었다. 헉슬리의 대표작인 멋진 신세계 와 마찬가지로 디스토피아를 배경으로 한다. 이 책은 20세기에 들어선 전쟁과 과학기술, 상호확증파멸의 정치에 대한 비관적인 시각을 제시하고 있다. 이 책은 초현실적인 표현을 이용하여 인간을 전체적으로 필연적으로 자살하게 될 원숭이로 묘사한다.